# ريتشارد هاردينغ ديفيس
ريتشارد هاردينغ ديفيس (بالإنجليزية: Richard Harding Davis) (18 أبريل 1864، فيلادلفيا في الولايات المتحدة - 11 أبريل 1916، نيويورك في الولايات المتحدة)؛ كاتب، صحفي، مراسل عسكري وروائي أمريكي.

## روابط خارجية
- ريتشارد هاردينغ ديفيس على موقع IMDb (الإنجليزية)
- ريتشارد هاردينغ ديفيس على موقع الموسوعة البريطانية (الإنجليزية)
- ريتشارد هاردينغ ديفيس على موقع ميوزك برينز (الإنجليزية)
- ريتشارد هاردينغ ديفيس على موقع قاعدة بيانات برودواي على الإنترنت (الإنجليزية)
- ريتشارد هاردينغ ديفيس على موقع إن إن دي بي (الإنجليزية)
- ريتشارد هاردينغ ديفيس على موقع ديسكوغز (الإنجليزية)
- ريتشارد هاردينغ ديفيس على موقع قاعدة بيانات الفيلم (الإنجليزية)